# Jan Portielje
Jan Frederik Pieter Portielje (Amsterdam, 20 april 1829 - Antwerpen, 6 februari 1908) was een Nederlands-Belgisch kunstschilder.

## Levensloop
Portielje was het tiende kind (op elf) van Gerrit Portielje, boekhandelaar en uitgever in Amsterdam en van Jacoba Zeegers. Hij was leerling aan de Academie van Amsterdam van 1842 tot 1849 bij onder anderen Valentijn Bing en Jan Braet von Überfeldt. Tussen 1851 en 1853 verbleef hij enkele keren voor langere tijd in Parijs, mogelijk tijdens de zomermaanden wanneer de Academie wegens vakantie gesloten was. Hij werkte ook als portrettist en had als dusdanig een groeiend clientèle in Brussel en Antwerpen.
Na zijn studietijd bleef Portielje in Antwerpen wonen. Hij huwde er in 1853 met Eulalie Lemaire (Antwerpen, 1828-1903) en kreeg met haar de kinderen Auguste (°1854), Gerard (°1856), Victor (°1857), Edward (°1861) en Hortence (°1862). Gerard en Edward werden ook kunstschilder.
Portielje werd in Antwerpen begraven op het Kiel, maar later overgebracht naar de begraafplaats Schoonselhof.

## Oeuvre
Zijn oeuvre omvat portretten, voorstellingen van elegante dames in tuin of park, in luxueuze interieurs (dame alleen, twee dames, dame met kind, twee kinderen; met  een anekdotisch gegeven zoals schrijven of lezen, bewonderen van een tekening, een bloem of een sieraad, zich opmakend voor het bal, spelend op mandoline of gitaar...). De interieurs zijn ofwel zware neobarok ofwel elegante Napoleon III. Verder vrouwenbusten, zowel voorstellingen van Westerse als van Zuiderse of Oriëntaalse types, vaak met juwelen behangen. Zijn schilderkunst is realistisch met oog voor detail en textuurweergave. Het is bedoeld als elegante genreschilderkunst zonder veel diepgang.
Voor sommige schilderijen werkte hij samen met een andere kunstschilder. Zo zijn er schilderijen bekend samen met Frans Lebret (1820-1909) en met Eugène Remy Maes (1849-1931).
Portielje werkte intens samen met kunsthandelaars voor afzet van zijn productie, zoals met Albert D'Huyvetter en zijn zoon Albert junior in New York en met Prinz Bros., kunsthandelaars in Brooklyn en Chicago.

## Tentoonstellingen
- Geregelde deelname aan de Tentoonstellingen van Levende Meesters in Amsterdam, Den Haag, Groningen en Rotterdam tussen 1848 en 1888.
- Deelname aan de Driejaarlijkse Salons in Antwerpen in 1852 en 1855
- 1893: Tentoonstelling in de Salle Verlat in Antwerpen, samen met zijn zonen Gerard en Edward.
- 1894: Wereldtentoonstelling in Antwerpen. Tentoonstelling in het gedeelte "Oud Antwerpen", samen met zijn beide zonen en met H. Timmermans en E. Godding.

## Musea en verzamelingen
- Bendigo (New South Wales), Bendigo Art Gallery
- Kettering, Alfred East Art Gallery
- Rotterdam, Museum Boijmans-Van Beuningen
- Brussel, Koninklijke verzameling
- Schilderijen in resp. het Wallraf Richartz Museum in Keulen en het Cincinnati Art Museum in Cincinnati werden in de loop der 20ste eeuw door de directie afgestoten.